# Bernardino Toppi
Bernardino Toppi né à Rome le 8 septembre 1936 est un peintre français d'origine italienne.  
 

## Biographie
Aîné de trois enfants, Bernardino Toppi est élevé dans un milieu artistique. Son père Mario l'initie tôt aux techniques traditionnelle de la fresque et cette imprégnation familiale le conduira, alors qu'il entreprend des études de droit, à en faire son métier. 
Il expose à Rome dès 1958, mais le désir de venir travailler à Paris le tenaille. Il réalise son vœu en 1960 et montre ses premières œuvres au Salon de la Jeune peinture qui se tient au musée d'Art moderne. Jean Jansem le remarque, apprécie ses fresques et l'encourage à persévérer. Le conseil tenu aura pour conséquence de lui ouvrir les portes des États-Unis dès l'année suivante à Philadelphie. Entre 1961 et 1985, des galeries outre-Atlantique montreront son travail, relayées par d'autres au Japon qui l'exposeront à partir de 1969. 
Artiste solitaire et discret, fuyant les manifestations honorifiques, son œuvre sera néanmoins distingué tout au long de sa carrière. Lauréat de nombreux prix, il a participé en 2016 à sa 90e exposition personnelle. Présent dans les musées français, il l'est, de manière régulière, également dans les principaux salons français (Salon d'automne, Salon Comparaisons, Salon de la Société nationale des beaux-arts, Salon du dessin et de la peinture à l'eau). 

## Réception critique
« Ce peintre, en immobilisant ses personnages anonymes dans le temps, aurait pu être l'un des artistes de Pompéi ou un miniaturiste, un fresquiste du XVe siècle. Il est lui-même, avec une volonté d'absence de perspective, avec des plans de noirs, ocres, jaunes, roses et gris mats ponctués de fines irisations. Un métier subtil en demi-teintes où frémissent des atmosphères claires et impersonnelles […] Une vision primitive de personnages entêtés dans leur pudeur, une étonnante peinture ne se rattachant à aucune école et en cela Toppi est un grand artiste. » - Guy Vignoht.

## Expositions

### Personnelles
- Crane Korchin Galleries, Philadelphie, 1961.
- Burgos Galleries, Southampton, 1966.
- Théâtre Georges-Leygues, Villeneuve-sur-Lot, 1966.
- Burgos Galleries, Dallas et New York, 1967.
- Musée du Gemmail, Tours, 1968.
- Galerie René Andrieux, Toulouse, 1969.
- Van der Straeten Galleries, New York, 1969.
- Galerie Isetan, Tokyo, 1969.
- Eric Galleries, New York, 1969, 1972, 1973, 1974, 1975, 1977[2], 1982[3], 1983, 1985.
- Galerie Gregg Juares, Palm Beach (Floride) et Los Angeles, 1970.
- Galerie Kasahara, Osaka, 1974.
- Galerie Colette Dubois, Paris, 1976, 1979, 1981, 1987, 1991, 1993, 1999, 2002[4].
- Galerie Théry Duban, Saint-Tropez, 1976.
- Wolfard's Galleries, Rochester (New York), 1978.
- Galerie Alfa, Le Havre, 1989, 2001.
- Dimension Art Center, 1991.
- Galerie du château, Noirmoutier, 1992, 1999, 2002, 2009.
- Galerie Carmen Héritier, Mirmande, 1993, 1997.
- Galerie Léa Lemoigne, Lorient, 1994.
- Espace Châteauneuf, Tours, 1994.
- Galerie Art Comparaison, Nantes, 1994, 1996.
- Musée de la Tour carrée, Sainte-Maxime, 1995.
- Maison Prébendale, Saint-Pol-de-Léon, 1995.
- Galerie Eiffel-Branly, Paris, 1996, 2000.
- Hôtel de ville de Châteauneuf-de-Galaure, 1997.
- Chapelle des Jésuites, Chaumont (Haute-Marne), 1998.
- Galerie de Crécy, Crécy-la-Chapelle, 1998, 2009, 2012, 2013.
- Château de Vixouze, Polminhac, 1998, 2001, 2003.
- 17e Salon d'Angers, hôtel de ville d'Angers, 1998.
- Galerie Catherine et Frédéric Portal, Saint-Jean-de-Luz, 2000, 2004, 2006, 2008, 2013[5].
- Crédit Mutuel de Bretagne, Brest, 2002[6].
- Galerie Véronèse, Nantes, 2002, 2004, 2007.
- Galerie l'Ermitage, Le Touquet, 2003, 2004, 2005.
- Château de Gargilesse, 2004.
- Museum Haus Ludwig, Sarrelouis, 2006.
- Chambre internationale de commerce et Institut culturel de France, Mayence, 2006.
- Galerie de l'Estelle, Saint-Rémy-de-Provence, 2006.
- Galerie Sépia, Villefranche-de-Rouergue, 2006, 2012[7].
- Galerie Clémangis, Châlons-en-Champagne, novembre 2009[8].
- Salon de la Société nationale des beaux-arts, une salle consacrée à un hommage à Bernardino Toppi, Carrousel du Louvre, Paris, 2010.
- Galerie Catherine et Frédéric Portal, Saint-Jean-de-Luz, mai-juin 2011[9].
- Grand Palais, Paris, 2011.
- Galerie Bost, Valence (Drôme), 2014
- Atelier Grognard, Rueil-Malmaison, mars-mai 2016[10],[11].

### Collectives
- Salon de la Jeune Peinture, Paris, 1960, 1961.
- Jeune Peinture, Parrish Art Museum, New York, 1963.
- L'École de Paris, Heather House, Dayton (Ohio), 1965.
- Salon d'automne, Paris[12], 1967, 1969, 1970, 1971, 1972, 1973, 1975, 1976, 1977, 1978, 1980, 1983, 1985, 1987, 1990, 1991, 1997, 2005, 2007, 2008, 2009, 2010, 2011, 2012.
- Onze peintres de Paris, Galerie de Paris, Bruxelles, 1968.
- Vingt-cinq peintres témoins de leur temps, Petit Palais, Genève, 1973.
- Hommage à George Besson, Galerie Granvelle, Besançon, 1974.
- Les peintres témoins de leur temps, Centre culturel français, Abidjan, 1974.
- Les peintres témoins de leur temps, Palais des arts, Marseille, 1975.
- Peintres de Paris, Musée du Koweit, Koweit, 1975.
- Les peintres témoins de leur temps, hôtel de ville de La Baule, 1976.
- Quatre peintres de l'École de Paris, Club de l'Unesco, Rodez, 1977.
- Reflets du Salon d'automne, Musée Rapin, Villeneuve-sur-Lot, 1980.
- Contemporary French Impressionists (Claude Grosperrin, Bernardino Toppi…), Meinhard Galleries, Houston, mai 1981[13].
- Salon des artistes français, Paris, 1986.
- Salon Comparaisons, Paris, 1992, 2006, 2007, 2009, 2010, 2011, 2012, 2013.
- Salon du dessin et de la peinture à l'eau, Paris, 1992, 2006, 2007, 2009, 2010, 2011, 2012, 2013, abbaye des Prémontrés, Pont-à-Mousson, 2005.
- 16e Salon d'art de Morangis (Bernardino Toppi, invité d'honneur), Espace Saint-Michel, Morangis, 1996.
- 5e Biennale de la peinture de Nevers (Frédéric Menguy, Bernardino Toppi), Nevers, 1999-2000.
- 29e Salon des arts, Centre culturel La Mongolfière, Vaucresson, 2000.
- Salon Art Pluriel (Bernardino Toppi invité d'honneur), Atelier Grognard, Rueil Malmaison, 2001.
- 23e Salon Art Expo (Bernardino Toppi invité d'honneur en 2002), complexe Pierre-Denize, Ballancourt, 2002, 2009.
- Salon du Lions-Club de Valence (Bernardino Toppi, invité d'honneur), Salle Agora, Valence (Drôme), 2003.
- Première Biennale internationale de Pékin, musée national de Chine, Pékin, 2003.
- Centenaire du Salon d'automne, Espace Auteuil, Paris, 2003.
- 37e Salon Île-de-France (Bernardino Toppi, invité d'honneur), Les Colonnes, Bourg-la-Reine, 2005.
- Salon de printemps, Maison de la Martelle, Le Poiré-sur-Vie, 2005.
- La Galerie, Londres, 2005.
- Salon de la Société nationale des beaux-arts, 2005, 2009, 2010, 2013.
- Galerie Hugues Pénot, La Baule, 2006.
- Salon d'automne international, Centre culturel Erckmann, Lunéville, 2006 (Bernardino Toppi, invité d'honneur), 2008, octobre 2010 (Jean-Pierre Alaux, Michel Jouenne, Michel King, Bernardino Toppi...)[14], 2011, 2012, 2016.
- Salon d'automne, Palais des congrès, Montreuil-sous-Bois, 2006.
- Peintres sélectionnés du Salon du dessin et de la peinture à l'eau, Espace Triennal, Chamalières, 2007.
- Peintres sélectionnés du Salon Comparaisons, Espace Triennal, Chamalières, 2008.
- Centre culturel de Sainte-Gemme, 2008.
- Champagne Palmer, Reims, 2009.
- Salon Violet, Hôtel Forest Hill, Paris, 2009, 2011.
- Château de Gargilesse, 2009.
- Galerie May, Genève, 2009, 2011, 2012.
- Exposition d'automne, château des Tourelles, Le Plessis-Trévise, 2009.
- Salon de la ville du Chesnay (Bernardino Toppi, invité d'honneur), hôtel de ville du Chesnay, 2009.
- Galerie Sépia, Villefranche-de-Rouergue, 2010.
- 1er Salon d'automne en Russie, palais Mouravaieff-Apostol, Moscou, 2010.
- Rencontre France-Corée, Carré des Coignard, Nogent-sur-Marne, 2012.
- Sélection des peintres du Salon d'automne, musée d'art moderne de Tokyo, 2012.
- Salon de la Société nationale des beaux-arts, Carrousel du Louvre, Paris, 2012.
- Galerie de Crécy, Crécy-la-Chapelle, 2012.
- Centre administratif, Colombes, 2013.
- Museum Haus Ludwig, Sarrelouis, 2013.
- Exposition anniversaire du 50e traité de l'Élysée : Michèle Battut, Édouard Goerg, André Hambourg, Michel Henry, Bernardino Toppi…, Espace culturel, Berlin, novembre 2013[15].
- Salon international des arts, galerie de Nesle, Paris, mars 2017[16].

## Œuvres dans les collections publiques
France
- Bagnols-sur-Cèze, musée Albert-André.
- Besançon, musée des beaux-arts et d'archéologie.
- Paris, musée d'art moderne de la ville de Paris.
- Sainte-Maxime, musée de la Tour Carrée.
- Vaucresson, mairie.
- Villeneuve-sur-Lot, musée de Gajac.

Suisse
- Genève, Petit Palais.

## Récompenses et distinctions
- Prix Achille Fould-Stirbey (Académie des beaux-arts), 1980.
- Médaille d'or du Salon des artistes français, 1986.
- Prix de la Fondation Taylor, 1992.
- Prix spécial du jury de la Société nationale des beaux-arts, 2005.
- Prix Puvis-de-Chavannes, 2009[17].
- Prix Jean-Anouilh de la Société nationale des beaux-arts, 2010.